# Martin Rupprecht

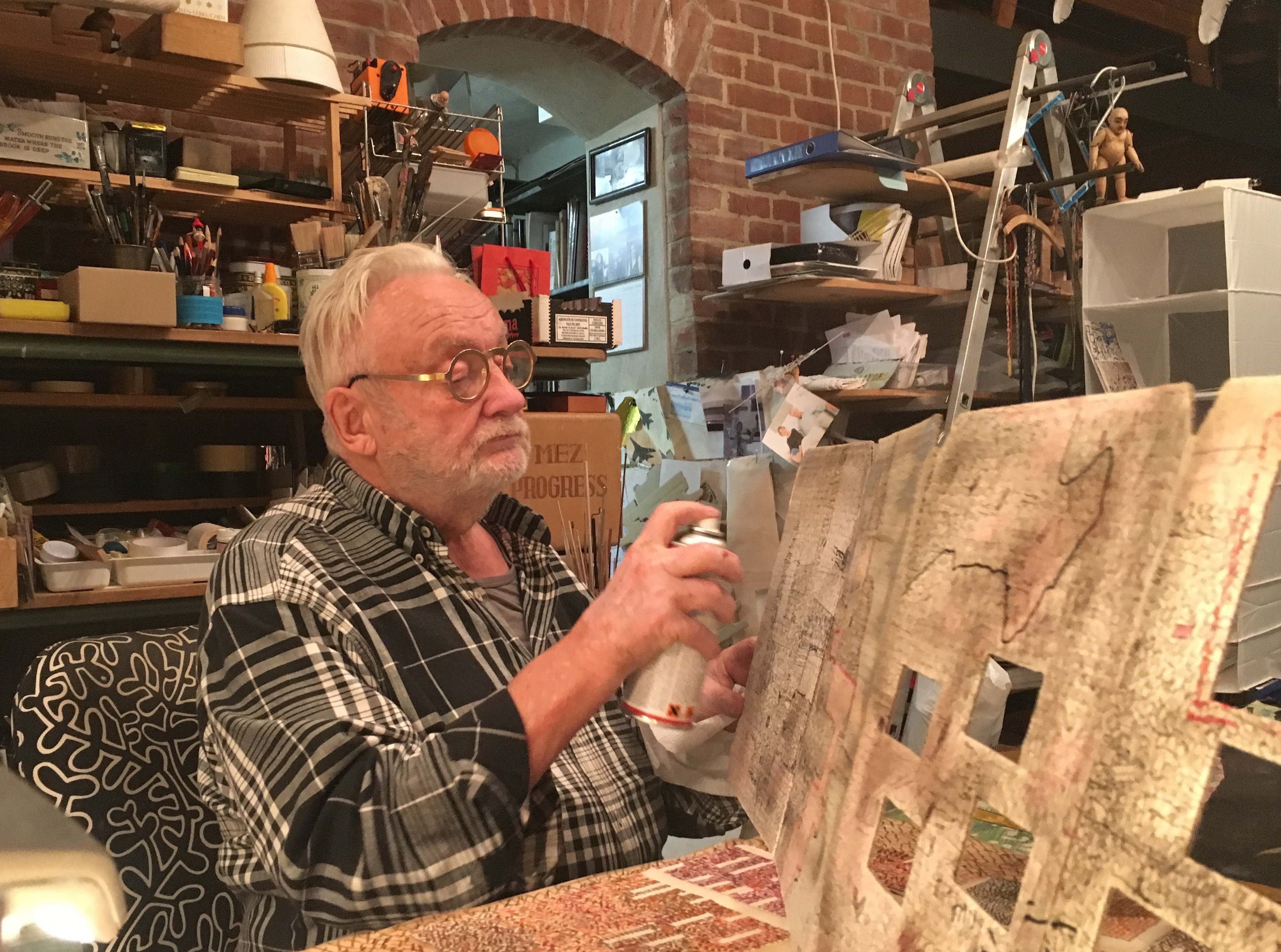
Martin Rupprecht in seinem Berliner Atelier, 2016

Martin Rupprecht (* 1. Juli 1937 in Woldenberg (Neumark); † 11. Februar 2018 in Berlin) war ein deutscher Bühnenbildner, Kostümbildner und freier Künstler. Er war Professor für Bühnenkostüm an der Universität der Künste Berlin.

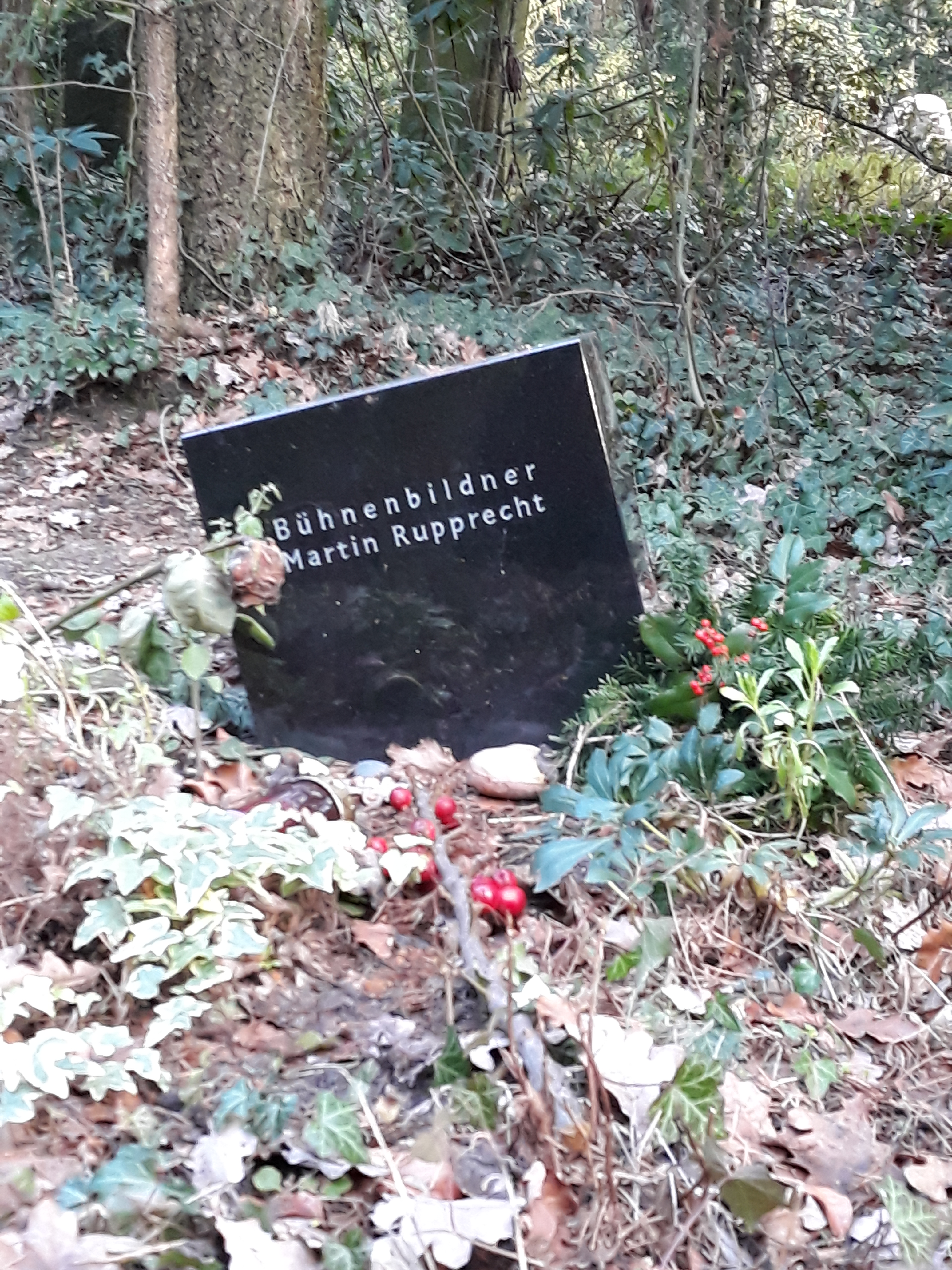
Das Grab von Martin Rupprecht auf dem Parkfriedhof Lichterfelde in Berlin.

## Leben
Rupprecht absolvierte sein Studium in den Fachbereichen Bühnenbild und Kostüm an der Meisterschule für das Kunsthandwerk Berlin bei Werner Kleinschmidt und Mariane Hertzing. Nach seiner Zeit als Assistenz bei Ita Maximowna führte ihn internationale Theaterarbeit mit dem Schwerpunkt Musiktheater, Uraufführungen und deutsche Erstaufführungen Neuer Musik an die großen Bühnen in Deutschland (Berlin, Hamburg, München, Köln, Dresden), Europa (u. a. Oslo, Stockholm, Basel, Zürich, Lissabon, Barcelona, Paris, Athen, Moskau, St. Petersburg) und darüber hinaus (Charleston – USA, Los Angeles, Miami, Bogota, Seoul, Tokio), ebenso wie zu den wichtigsten Festivals, wie z. B. Festival d’Automne Paris, Festival (Vilar) d’Avignon, oder Festival dei due Mondi in Spoleto.
Von 1971 bis 2002 war er Professor an der heutigen Universität der Künste Berlin, Studiengang Bühnenkostüm, Klasse Rupprecht. Neben seiner Arbeit als Bühnenbildner experimentierte er viele Jahre mit skripturalen Bildern und freier Malerei, in einem weiten Feld von Bild, Zeichnung und Collage. Rupprecht lebte und arbeitete in Berlin und Buchholz/Zernikow, Brandenburg.

## Kostüm- und Bühnenbild
"Der Bühnen- und Kostümbildner Martin Rupprecht gilt als „einer der führenden Ausstatter des deutschsprachigen Raums, dessen ‚Kunst der atmosphärischen Konzentration‘ variantenreich, opulent und ironisch herkömmliche Sehgewohnheiten bricht und starke optische Akzente setzt“ (Rowohlt Theaterlexikon). Die Begegnung mit Ita Maximowna hat seine Anfänge geprägt, ebenso seine Jahre mit Winfried Bauernfeind an der Deutschen Oper, Berlin, später die Zusammenarbeit mit Hans Werner Henze und Mauricio Kagel.
Mitte der 1970er Jahre gelang ihm der Durchbruch im Bereich des zeitgenössischen Musiktheaters. Die Produktion „Mare Nostrum“ von Kagel reiste in seiner Ausstattung um die Welt. An den führenden Opernhäusern hat er mit seinen phantasievollen Bühnenbildern Zeichen gesetzt. „Neben klassischen Opern hat er insbesondere im Neuen Musiktheater als kongenialer Partner von Regisseuren wie Mauricio Kagel, Winfried Bauernfeind und Michael Hampe gewirkt. Zahlreiche Werke, etwa von Kagel, Henri Pousseur, Hans Werner Henze und Wilhelm Dieter Siebert, brachte er zur Ur- oder Erstaufführung.“
Ein Teil des persönlichen Archives von Martin Rupprecht befindet sich seit 2016 in der Theaterwissenschaftlichen Sammlung Universität zu Köln, ein weiterer Teil im Archiv der Akademie der Künste.

## Werkverzeichnis (Auszug)

### Neues Musiktheater
- Mauricio Kagel, Mare Nostrum, Berlin 1975[6]
- Mauricio Kagel, Aus Deutschland, Berlin 1976
- Hans Werner Henze,  Wir erreichen den Fluß, Berlin 1976
- Karl Heinz Wahren, Fettklößchen, Berlin 1976
- Mauricio Kagel, Mare Nostrum, Lissabon 1978
- Wilhelm Dieter Siebert, Der Untergang der Titanic, Berlin 1979
- Wilhelm Dieter Siebert, Schlemihl, Berlin 1987
- Boris Blacher, Habemaeajaja, Berlin 1987
- Boris Blacher, Abstrakte Oper Nr. 1, Berlin 1987
- Benjamin Britten, Ein Sommernachtstraum, Rheinsberg 1992
- Hans Werner Henze, Der junge Lord, Chemnitz 1996
- Mauricio Kagel, Der mündliche Verrat, Dresden 2001
- Frank Maus, Hamel, Seoul 2004

### Open Air Spektakel
- Preußen - Ein Traum, Berlin 1987
- Inferno und Paradies, Berlin 1988

### Hochschule der Künste, Studiengang Bühnenkostüme
- Toxcatl - Versuchungen in Bewegungstheater, Berlin 1979
- Modest Mussorgsky, Wassily Kandinsky - Bilder einer Ausstellung, Berlin 1983

### Repertoire
- Domenico Cimarosa, Il matrimonio segreto, Stockholm 1980
- Albert Lortzing, Zar und Zimmermann, Berlin 1985
- Jacques Offenbach, La Belle Vie, Basel 1987
- Carl Heinrich Graun, Montezuma, Spoleto 1987
- Irving Berlin, Annie get your gun, München 1990
- Wolfgang Amadeus Mozart, Idomeneo, Re di Creta, Tokio 1991
- Gioachino Rossini, La Cenerentola, Dresden 1992
- Sergej Prokofjeff, Romeo und Julia, Dresden 1994
- Wolfgang Amadeus Mozart, Die Zauberflöte, St. Petersburg 1993
- Albert Lortzing, Der Wildschütz, Hamburg 1993
- Sergej Rachmaninoff, Der geizige Ritter, Dresden 1993
- Engelbert Humperdinck, Hänsel und Gretel, Lübeck 1997
- Wolfgang Amadeus Mozart, Die Zauberflöte, Athen 2005
- Giuseppe Verdi, La Traviata, Rostock 2009

## Freie Kunst
In seinen freien Arbeiten „experimentiert Martin Rupprecht seit Jahren mit skripturalen Bildern und freier Malerei, in einem weiten Feld von Bild, Zeichnung und Collage.“ „Neben seiner Arbeit an Bühne und Kostüm liegt das Feld der freien Gedankenbilder, auf dem Rupprecht experimentierfreudig und allseits sprungbereit wandelt, fern jeglichen Pathos’. In den letzten Jahren mehr denn je.“ (Christoph Tannert)

### Ausstellungen
- Geschriebene Bilder - Martin Rupprecht: Galerie Bernau, 31. Januar bis 7. März 2015[9]  31. Januar bis 7. März 2015
- Zeige – Zeichen – Zei · Martin Rupprecht; Galerie Weltecho Chemnitz, 23. April bis 27. Mai 2016[10]

„Neben dem singulären regiert das Prinzip der Verdichtung und der visuellen Korrespondenz. Rupprecht verwandelt jahrelange Theatererfahrung in malerische und zeichnerische Wonne und wandert in offensiver Transformationsdynamik vom Raum in die Fläche. So entstehen seit etwa 1992 reiches gemaltes oder gesampeltes Anschauungsmaterial aus den Städten und Signale des Herzens, ein erstaunliches Bildervergnügen.“

- Martin Rupprecht - Unrast der Linie, Collagen und Zeichnungen; KommunaleGalerie Berlin, 12. Februar bis 30. April 2017[8]

„Rupprechts Ausstellung „Unrast der Linie. Collagen und Zeichnungen“ ist eine überbordende Zeichenbündelung - ein ununterbrochenes Strömen von Kürzeln, Notaten, Wortfragmenten, Durchstreichungen, Übermalungen und, als Widerpart, großflächigen Formakzentsetzungen.“

- Martin Rupprecht: Verschrieben Verschriftet Verschriffelt - Bilder aus dem Schreib-Universum; Kurt Tucholsky-Literaturmuseum Rheinsberg, 16. September bis 19. November 2017[7]
- Martin Rupprecht: Grafik, Objekte - Arndt von Diepenbroick: Papierplastiken; Galerie Mutare Berlin, 30. Juni – 11. August 2018[11]
- Martin Rupprecht: SPIELräume.ZEICHENträume - Bilder und Collagen; Fabrik.Galerie für gegenwärtige Kunst in der Alten Kachelofenfabrik, Neustrelitz, 16. August – 6. Oktober 2019[12]

## Bibliographie
- Werner Heegewaldt, Peter W. Marx (Hrsg.): Martin Rupprecht, Theater der Zeit Verlag, 2018
- Christoph Tannert (Hrsg.): Ypsilonick / Martin Rupprecht, Kerber Verlag, 2014
- Christoph Tannert (Hrsg.): Martin Rupprecht, Arbeiten auf Papier 1992–2014, Kerber Verlag, 2014
- Lothar Schirmer (Hrsg.): Martin Rupprecht, Bühnenbilder und Kostüme, Henschelverlag 2005